# Euridamia
Euridamia (en grec Εὐρυδάμεια Euridámeia) va ser un personatge femení de la mitologia grega.
Era filla de Fileu, un heroi que va participar en la cacera del senglar de Calidó, i de Ctímene, filla de Laertes, rei d'Ítaca i, per tant, era neta d'Augias, fill d'Hèlios. Es va casar amb el vident Poliïdos i va tenir dos fills, Euquènor i Clitos, que van participar en l'expedició dels Epígons i van acompanyar Agamèmnon a la guerra de Troia. Poliïd havia predit a Euquènor que podia triar entre dos destins: morir a casa de malaltia o caure al camp de batalla, a Troia. Euquènor va triar el segon destí, i va morir a mans de Paris.